# Antimon(III)-tellurid
Antimon(III)-tellurid ist eine anorganische chemische Verbindung des Antimons aus der Gruppe der Telluride.

## Gewinnung und Darstellung
Antimon(III)-tellurid kann durch Reaktion von Antimon mit Tellur gewonnen werden.
{\displaystyle {\ce {2Sb + 3Te -> Sb2Te3}}}
Sie kann auch aus Antimon(III)-oxid mit Tellur und Natriumformiat bei hohem Druck dargestellt werden.

## Eigenschaften
Antimon(III)-tellurid ist ein grauer geruchloser Feststoff. Die Verbindung hat eine rhomboedrische Kristallstruktur mit der Raumgruppe R3m (Raumgruppen-Nr. 166). Eine hexagonale Zelle enthält 15 Atome gruppiert in drei Schichten. Es existiert auch eine monokline Hochdruckmodifikation.

## Verwendung
Antimon(III)-tellurid ist zusammen mit Bismuttellurid und anderen strukturell analogen Halbleitern eines der besten Materialien für bei Raumtemperatur thermoelektrische Geräte. Es ist eine Schlüsselkomponente von thermoelektrischen Materialien die ZT-Werte von 2,4 bei Raumtemperatur erreichen könnten.